# Hugo Boss
Hugo Boss AG (стилизовано HUGO BOSS) је немачки луксузни модни бренд и кућа са седиштем у Мецингену. Названа је по свом оснивачу Хуго Босу (1885—1948).
Наведен је у МДАКС-у као предузеће које производи и продаје преко сопствених продавница и ексклузивних светских радњи за продају одеће, коже и накита за мушкарце, жене и децу и дистрибуира лиценциране производе за кућу и парфеме. Хуго Бос је један од немачких најпознатијих модних брендова.